# 一般處分
一般處分（德語：Allgemeinverfügung）為行政機關就公法上具體事件，對非特定，但依特定標準而可確定其範圍而決定而發布的行政處分。
一般處分可分為「對人之一般處分」及「對物之一般處分」，對人之一般處分係其相對人不特定，但有可得確定的範圍，常見於命令集會群眾解散或道路交通管制等；對物之一般處分為不是直接規範國家與個人間權利義務的行政處分，通常以公物的開始、廢止、變更公物使用內容等行政處分。